# NGC 5701
NGC 5701 este o galaxie lenticulară situată în constelația Fecioara. A fost descoperită în 29 aprilie 1786 de către William Herschel. Se află la o distanță de 24,6 de megaparseci de Pământ.